# Erchinger II. von Wesen

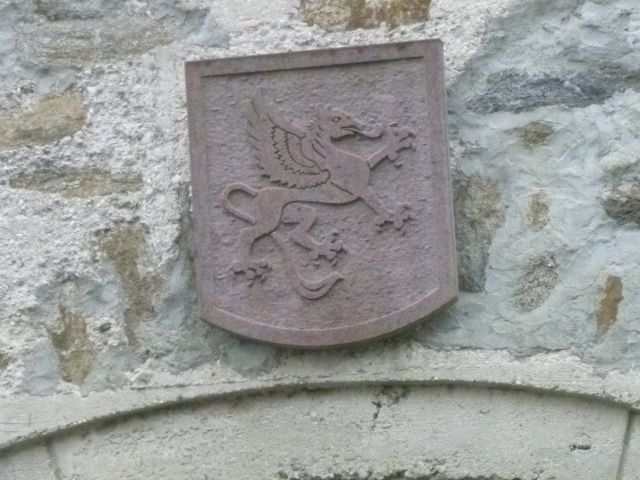
Wappen auf Burgruine Wesen

Erchinger II. von Wesen (Erkengerus de Wesen) aus dem Geschlecht der Herren von Wesen war Gefolgsmann des babenbergischen Herzogs Friedrich II. und 1230/31 Burggraf von Linz und Verwalter des Traungaus.
Erchinger von Wesen heiratete um 1230 Agnes von Waldeck. Er kämpfte auf der Seite des jungen Herzogs Friedrich II. gegen den bayerischen Herzog Otto II., der ebenfalls erst die Regierungsgeschäfte übernommen hatte. Erchinger eroberte Schärding und das Benediktinerkloster Vornbach (Formbach), welche für Otto II. Partei ergriffen hatten. Diese Eroberungen lagen im Bereich der Andechser Güter am unteren Inn, die Friedrichs zweite Ehefrau Agnes von Andechs in die Ehe mitgebracht hatte. Friedrich II. ernannte Erchinger für seine Verdienste 1230 und 1231 zum Burggrafen von Linz. Im Gegenzug zog allerdings Herzog Otto 1233 über Ried, den Hausruck und Haag ins Babenberger-Gebiet, besetzte Wels und steckte das Kloster Lambach in Brand.
Erchinger erreichte ein hohes Alter und wurde in Engelhartszell begraben.